# 2000-es labdarúgó-Európa-bajnokság (selejtező – 6. csoport)
A 2000-es labdarúgó-Európa-bajnokság selejtezőjének 6. csoportjának mérkőzéseit tartalmazó lapja. A csoportban Spanyolország, Ausztria, Izrael, Ciprus és San Marino szerepelt. A csapatok körmérkőzéses, oda-visszavágós rendszerben játszottak egymással.
Spanyolország kijutott a 2000-es labdarúgó-Európa-bajnokságra. Izrael pótselejtezőt játszott, amelyet elvesztett és kiesett.

## Tabella
| Hely. | Csapat        | M | Gy | D | V | G+ | G– | Gk  | P  | Továbbjutás                           |     | Spanyolország | Izrael | Ausztria | Ciprusi Köztársaság | San Marino |
| ----- | ------------- | - | -- | - | - | -- | -- | --- | -- | ------------------------------------- | --- | ------------- | ------ | -------- | ------------------- | ---------- |
| 1.    | Spanyolország | 8 | 7  | 0 | 1 | 42 | 5  | +37 | 21 | Kijutott a 2000-es Európa-bajnokságra |     | —             | 3–0    | 9–0      | 8–0                 | 9–0        |
| 2.    | Izrael        | 8 | 4  | 1 | 3 | 25 | 9  | +16 | 13 | Pótselejtezőbe került                 |     | 1–2           | —      | 5–0      | 3–0                 | 8–0        |
| 3.    | Ausztria      | 8 | 4  | 1 | 3 | 19 | 20 | −1  | 13 |                                       |     | 1–3           | 1–1    | —        | 3–1                 | 7–0        |
| 4.    | Ciprus        | 8 | 4  | 0 | 4 | 12 | 21 | −9  | 12 |                                       | 3–2 | 3–2           | 0–3    | —        | 4–0                 |            |
| 5.    | San Marino    | 8 | 0  | 0 | 8 | 1  | 44 | −43 | 0  |                                       | 0–6 | 0–5           | 1–4    | 0–1      | —                   |            |

1. 1 2  Egymás elleni pontszám: Izrael 4, Ausztria 1.

## Mérkőzések
| 1998. szeptember 5. |

| Ciprus                                | 3–2               | Spanyolország          |
| ------------------------------------- | ----------------- | ---------------------- |
| Engomitis 43' Gogić 49' Špoljarić 77' | (1–0) Jegyzőkönyv | Raúl 73' Morientes 90' |

| Antonis Papadopoulos Stadium, Lárnaka Nézőszám: 1876 Játékvezető: Sergei Khusainov (orosz) |

| 1998. szeptember 5. |

| Ausztria    | 1–1               | Izrael               |
| ----------- | ----------------- | -------------------- |
| Reinmayr 7' | (1–0) Jegyzőkönyv | Nimni 68' (11-esből) |

| Ernst Happel Stadion, Bécs Nézőszám: 20 000 Játékvezető: Anders Frisk (svéd) |

| 1998. október 10. |

| Ciprus | 0–3               | Ausztria                   |
| ------ | ----------------- | -------------------------- |
|        | (0–0) Jegyzőkönyv | Cerny 55' 61' Reinmayr 74' |

| Antonis Papadopoulos Stadium, Lárnaka Nézőszám: 11 000 Játékvezető: Fernand Meese (belga) |

| 1998. október 10. |

| San Marino | 0–5               | Izrael                                                               |
| ---------- | ----------------- | -------------------------------------------------------------------- |
|            | (0–3) Jegyzőkönyv | Revivo 16' Nimni 18' Mizrahi 32' M.Valentini 58' (öngól) Ghrayeb 82' |

| Stadio Olimpico, Serravalle Nézőszám: 872 Játékvezető: Asim Khudiev (azeri) |

| 1998. október 14. |

| Izrael    | 1–2               | Spanyolország             |
| --------- | ----------------- | ------------------------- |
| Hazan 64' | (0–0) Jegyzőkönyv | Hierro 65' Etxeberria 78' |

| Ramat Gan Stadion, Ramat Gan Nézőszám: 37 000 Játékvezető: David Elleray (angol) |

| 1998. október 14. |

| San Marino           | 1–4               | Ausztria                                     |
| -------------------- | ----------------- | -------------------------------------------- |
| Selva 81' (11-esből) | (0–0) Jegyzőkönyv | Vastić 58' Mayrleb 64' Hiden 69' Glieder 76' |

| Stadio Olimpico, Serravalle Nézőszám: 1218 Játékvezető: Valeriy Onufer (ukrán) |

| 1998. november 18. |

| San Marino | 0–1               | Ciprus        |
| ---------- | ----------------- | ------------- |
|            | (0–1) Jegyzőkönyv | Špoljarić 40' |

| Stadio Olimpico, Serravalle Nézőszám: 600 Játékvezető: John McDermott (ír) |

| 1999. február 10. |

| Ciprus                                                  | 4–0               | San Marino |
| ------------------------------------------------------- | ----------------- | ---------- |
| Melanarkitis 18' Konstantinou 32' 45' Christodoulou 90' | (3–0) Jegyzőkönyv |            |

| Tsirion Stadium, Limassol Nézőszám: 3000 Játékvezető: Roland Beck (liechtensteini) |

| 1999. március 27. |

| Spanyolország                                                                      | 9–0               | Ausztria |
| ---------------------------------------------------------------------------------- | ----------------- | -------- |
| Raúl 6' 17' 47' 75' Urzáiz 30' 44' Hierro 35' (11-esből) Wetl 76' (öngól) Fran 84' | (5–0) Jegyzőkönyv |          |

| Mestalla Stadium, Valencia Nézőszám: 45 000 Játékvezető: Gilles Veissière (francia) |

| 1999. március 28. |

| Izrael                    | 3–0               | Ciprus |
| ------------------------- | ----------------- | ------ |
| Banin 11' Mizrahi 47' 53' | (1–0) Jegyzőkönyv |        |

| Ramat Gan Stadion, Ramat Gan Nézőszám: 30 000 Játékvezető: Marcel Lică (román) |

| 1999. március 31. |

| San Marino | 0–6               | Spanyolország                                       |
| ---------- | ----------------- | --------------------------------------------------- |
|            | (0–2) Jegyzőkönyv | Fran 20' Raúl 45' 59' 66' Urzáiz 49' Etxeberria 72' |

| Stadio Olimpico, Serravalle Nézőszám: 2020 Játékvezető: Goran Marić (horvát) |

| 1999. április 28. |

| Ausztria                                                                | 7–0               | San Marino |
| ----------------------------------------------------------------------- | ----------------- | ---------- |
| Mayrleb 24' 53' Vastić 42' 44' 84' Amerhauser 71' Herzog 82' (11-esből) | (3–0) Jegyzőkönyv |            |

| Arnold Schwarzenegger Stadion, Graz Nézőszám: 15 400 Játékvezető: Kyros Vassaras (görög) |

| 1999. június 5. |

| Spanyolország                                                                                          | 9–0               | San Marino |
| --- | ----------------- | ---------- |
| Hierro 8' (11-esből) Luis Enrique 23' 67' Etxeberria 25' 45' Raúl 56' Gennari 87' (öngól) Mendieta 90' | (4–0) Jegyzőkönyv |            |

| Estadio El Madrigal, Villarreal Nézőszám: 16 000 Játékvezető: Gerard Perry (ír) |

| 1999. június 6. |

| Izrael                                              | 5–0               | Ausztria |
| --------------------------------------------------- | ----------------- | -------- |
| Berkovich 23' 47' Revivo 45' Mizrahi 52' Grayeb 75' | (2–0) Jegyzőkönyv |          |

| Ramat Gan Stadion, Ramat Gan Nézőszám: 42 000 Játékvezető: Ľuboš Micheľ (szlovák) |

| 1999. szeptember 4. |

| Ausztria           | 1–3               | Spanyolország                        |
| ------------------ | ----------------- | ------------------------------------ |
| Hierro 49' (öngól) | (0–1) Jegyzőkönyv | Raúl 22' Hierro 56' Luis Enrique 88' |

| Ernst Happel Stadion, Bécs Nézőszám: 27 000 Játékvezető: Michel Piraux (belga) |

| 1999. szeptember 5. |

| Ciprus                                     | 3–2               | Izrael                 |
| ------------------------------------------ | ----------------- | ---------------------- |
| Engomitis 27' Špoljarić 53' 86' (11-esből) | (1–1) Jegyzőkönyv | Badir 31' Benayoun 82' |

| Tsirion Stadium, Limassol Nézőszám: 12 000 Játékvezető: Graham Barber (angol) |

| 1999. szeptember 8. |

| Izrael                                                                  | 8–0               | San Marino |
| ----------------------------------------------------------------------- | ----------------- | ---------- |
| Benayoun 25' 46' 70' Mizrahi 38' Revivo 40' 68' Sivilia 84' Abuksis 89' | (3–0) Jegyzőkönyv |            |

| Ramat Gan Stadion, Ramat Gan Nézőszám: 25 078 Játékvezető: Ilhami Kaplan (török) |

| 1999. szeptember 8. |

| Spanyolország                                                 | 8–0               | Ciprus |
| ------------------------------------------------------------- | ----------------- | ------ |
| Urzáiz 20' 25' 38' Guerrero 33' 42' 56' Martín 82' Hierro 88' | (5–0) Jegyzőkönyv |        |

| Estadio Nuevo Vivero, Badajoz Nézőszám: 13 700 Játékvezető: Alfredo Trentalange (olasz) |

| 1999. október 10. |

| Spanyolország                     | 3–0               | Izrael |
| --------------------------------- | ----------------- | ------ |
| Morientes 30' Martín 37' Raúl 51' | (2–0) Jegyzőkönyv |        |

| Estadio Carlos Belmonte, Albacete Nézőszám: 16 100 Játékvezető: Hellmut Krug (német) |

| 1999. október 9. |

| Ausztria                         | 3–1               | Ciprus    |
| -------------------------------- | ----------------- | --------- |
| Glieder 5' Vastić 23' Herzog 81' | (2–0) Jegyzőkönyv | Costa 63' |

| Ernst Happel Stadion, Bécs Nézőszám: 10 000 Játékvezető: Livio Bazzoli (olasz) |